# Метгау (Вашингтон)
Метгау (англ. Methow) — переписна місцевість (CDP) в США, в окрузі Оканоган штату Вашингтон. Населення — 92 особи (2020).

## Географія
Метгау розташований за координатами 48°3′20″ пн. ш. 119°54′0″ зх. д. / 48.05556° пн. ш. 119.90000° зх. д. (48.055515, -119.900084).  За даними Бюро перепису населення США в 2010 році переписна місцевість мала площу 1,27 км², уся площа — суходіл. В 2017 році площа становила 1,82 км², з яких 1,31 км² — суходіл та 0,51 км² — водойми.

### Клімат
| Клімат : Метгау         | Клімат : Метгау | Клімат : Метгау | Клімат : Метгау | Клімат : Метгау | Клімат : Метгау | Клімат : Метгау | Клімат : Метгау | Клімат : Метгау | Клімат : Метгау | Клімат : Метгау | Клімат : Метгау | Клімат : Метгау | Клімат : Метгау |
| Показник                | Січ.            | Лют.            | Бер.            | Квіт.           | Трав.           | Черв.           | Лип.            | Серп.           | Вер.            | Жовт.           | Лист.           | Груд.           | Рік             |
| Абсолютний максимум, °C | 13,9            | 20,6            | 24,4            | 30,6            | 37,8            | 40,6            | 41,7            | 40,6            | 38,9            | 31,1            | 22,2            | 11,7            | 41,7            |
| Середній максимум, °C   | −1,6            | 4,1             | 10,3            | 16,7            | 22,4            | 27,5            | 31,7            | 31,1            | 26,1            | 16,3            | 6,1             | −0,4            | 15,8            |
| Середній мінімум, °C    | −9,6            | −5,4            | −2,9            | 1,1             | 5,3             | 9,7             | 11,8            | 11,3            | 7,0             | 1,2             | −3,2            | −7              | 1,6             |
| Абсолютний мінімум, °C  | −28,9           | −26,1           | −17,8           | −6,1            | −3,9            | 0,6             | 1,7             | 1,7             | −4,4            | −16,7           | −27,2           | −29,4           | −29,4           |
| Норма опадів, мм        | 38              | 32              | 31              | 19              | 30              | 21              | 13              | 13              | 14              | 19              | 43              | 49              | 323             |
| Днів з опадами          | 6               | 5               | 6               | 4               | 6               | 5               | 3               | 3               | 3               | 4               | 7               | 8               | 60,0            |
| ----------------------- | --------------- | --------------- | --------------- | --------------- | --------------- | --------------- | --------------- | --------------- | --------------- | --------------- | --------------- | --------------- | --------------- |
| Джерело:                |                 |                 |                 |                 |                 |                 |                 |                 |                 |                 |                 |                 |                 |

## Демографія
Згідно з переписом 2010 року, у місті мешкало 667 осіб у 238 домогосподарствах у складі 162 родин. Густота населення становила 525 осіб/км².  Було 276 помешкань (217/км²).
Расовий склад населення:
| - 76,9 % — білих - 3,1 % — корінних американців - 0,1 % — чорних або афроамериканців - 17,2 % — осіб інших рас |

До двох чи більше рас належало 2,5 %. Частка іспаномовних становила 37,8 % від усіх жителів.
За віковим діапазоном населення розподілялося таким чином: 30,6 % — особи молодші 18 років, 58,0 % — особи у віці 18—64 років, 11,4 % — особи у віці 65 років та старші. Медіана віку мешканця становила 33,9 року. На 100 осіб жіночої статі у місті припадало 107,8 чоловіків;  на 100 жінок у віці від 18 років та старших — 99,6 чоловіків також старших 18 років.
Середній дохід на одне домашнє господарство  становив 50 134 долари США (медіана — 39 375), а середній дохід на одну сім'ю — 56 080 доларів (медіана — 44 286). За межею бідності перебувало 20,8 % осіб, у тому числі 21,3 % дітей у віці до 18 років та 10,7 % осіб у віці 65 років та старших.
Цивільне працевлаштоване населення становило 307 осіб. Основні галузі зайнятості: освіта, охорона здоров'я та соціальна допомога — 32,9 %, сільське господарство, лісництво, риболовля — 22,8 %, мистецтво, розваги та відпочинок — 11,7 %, роздрібна торгівля — 8,1 %.